# Adolf Derentowicz
Adolf Derentowicz (ur. 31 marca 1935, zm. 17 lipca 2007) – polski inżynier budownictwa ogólnego, wielokrotny reprezentant Polski w pływaniu i piłce wodnej.
Był absolwentem Politechniki Warszawskiej, magistrem inżynierii, autorem między innymi projektów konstrukcji Biblioteki Narodowej, kompleksu obiektów SGGW w Warszawie, UMCS i KUL w Lublinie oraz różnych kościołów i obiektów użyteczności publicznej w całej Polsce. Długoletni Główny Konstruktor Biura Projektów Budownictwa Ogólnego Budopol SA w Warszawie. W 2001 odznaczony Krzyżem Kawalerskim Orderu Odrodzenia Polski.

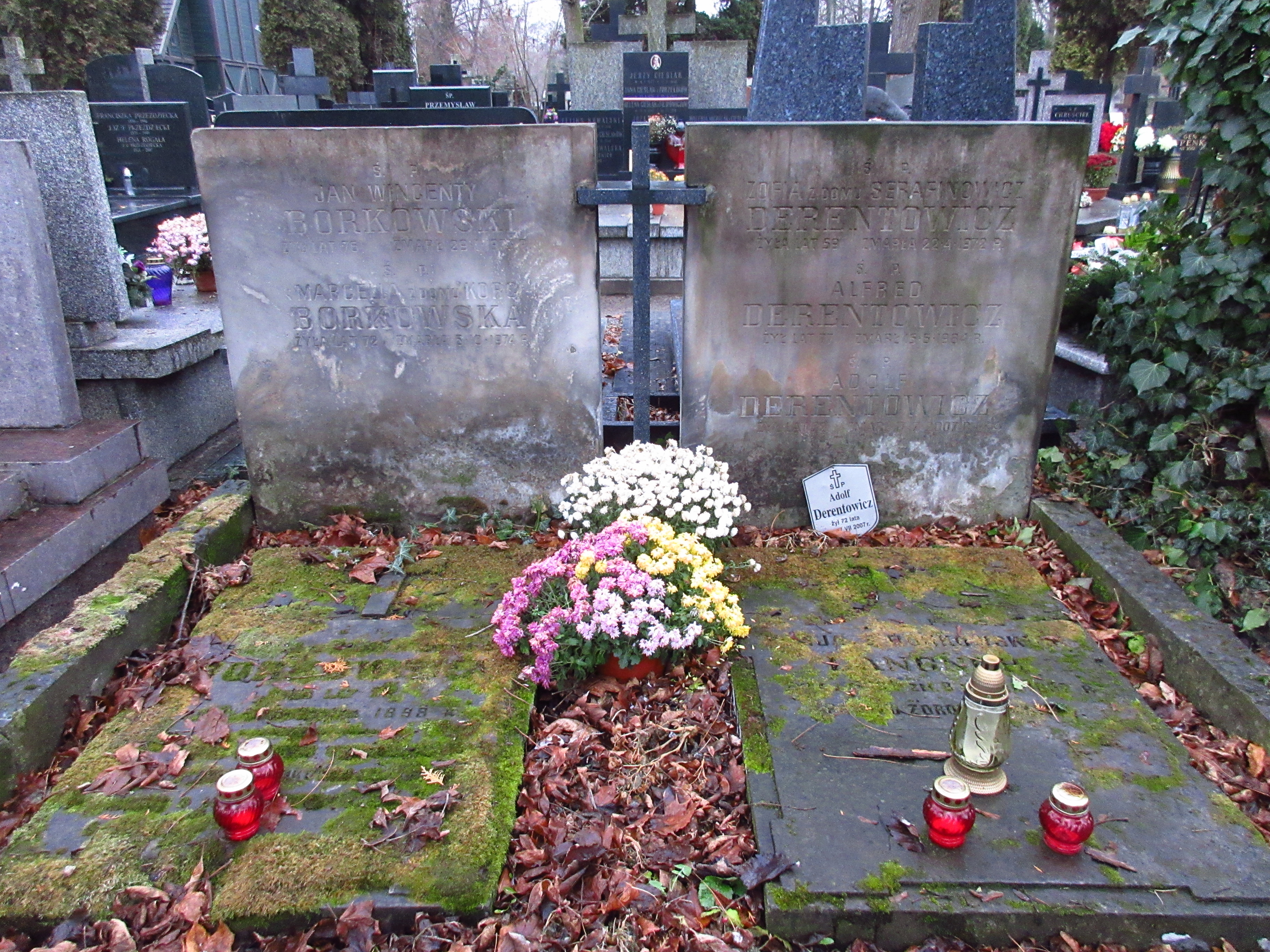
Grób Adolfa Derentowicza na Cmentarzu Bródnowskim.

Członek warszawskiej Legii, wielokrotny reprezentant Polski w pływaniu i piłce wodnej. Pochowany na cmentarzu Bródnowskim w Warszawie (kwatera 4B-1-6).